# Außerochsenbach
Außerochsenbach ist eine Katastralgemeinde der Gemeinde Steinakirchen am Forst im Bezirk Scheibbs in Niederösterreich.

## Geografie
Die Katastralgemeinde befindet sich nordwestlich von Steinakirchen. Hauptort ist die Rotte Ochsenbach, die jedoch zahlreiche weitere Orte umfasst. Westlich davon liegt die Katastralgemeinde Innerochsenbach, ein Teil der Gemeinde Ferschnitz.

## Siedlungsentwicklung
Zum Jahreswechsel 1979/1980 befanden sich in der Katastralgemeinde Außerochsenbach insgesamt 131 Bauflächen mit 49.735 m² und 93 Gärten auf 287.490 m², 1989/1990 gab es 132 Bauflächen. 1999/2000 war die Zahl der Bauflächen auf 246 angewachsen und 2009/2010 bestanden 186 Gebäude auf 355 Bauflächen.

## Geschichte
Im Franziszeischen Kataster von 1822 ist Außerochsenbach als große Katastralgemeinde mit zahlreichen Ortslagen verzeichnet. Nach dem Umbruch 1848 konstituierten sich die Orte Altenhof, Edelbach, Felberach, Kleinreith, Oed, Straß bei Steinakirchen und Zehethof zur Ortsgemeinde Außerochsenbach. Laut Adressbuch von Österreich war im Jahr 1938 in dieser Ortsgemeinde ein Landwirt mit Direktvertrieb ansässig. Heute gehört die Katastralgemeinde zur Gemeinde Steinakirchen am Forst.

## Bodennutzung
Die Katastralgemeinde ist landwirtschaftlich geprägt. 653 Hektar wurden zum Jahreswechsel 1979/1980 landwirtschaftlich genutzt und 104 Hektar waren forstwirtschaftlich geführte Waldflächen. 1999/2000 wurde auf 656 Hektar Landwirtschaft betrieben und 118 Hektar waren als forstwirtschaftlich genutzte Flächen ausgewiesen. Ende 2018 waren 629 Hektar als landwirtschaftliche Flächen genutzt und Forstwirtschaft wurde auf 122 Hektar betrieben. Die durchschnittliche Bodenklimazahl von Außerochsenbach beträgt 43,5 (Stand 2010).

## Persönlichkeiten
- Karl Etlinger (1895–1959), Landwirt, Abgeordneter zum Landtag und Mitglied des Bundesrates, war hier Bürgermeister